# Cestistica Azzurra Orvieto
Pour les articles homonymes, voir Azzurra.
Maillots
Le Cestistica Azzurra Orvieto, ou Ceprini Costruzioni Orvieto, est un club italien féminin de basket-ball appartenant à la LegA Basket Femminile, soit le plus haut niveau du championnat italien depuis 2012. Le club est basé dans la ville d'Orvieto, dans la province de Terni, en Ombrie.

## Historique
- 2008-2009 : Série B
- 2009-2010 : 5e en Série A2
- 2010-2011 : 5e en Série A2
- 2011-2012 : 4e en Série A2, Finaliste de la poule sud
- 2012-2013 : Série A1

## Effectif 2012-2013
Entraîneur :  Angelo Bondi
Assistante:  Susanna Galli
| Numéro | Nom                  | Taille (m) | Poste   | Née le      | Nationalité |
| 4      | Masha Maiorano       | 1,90       | ailière | 1982        | Italie      |
| 5      | Francesca Mariani    | 1,88       | ailière | 1985        | Italie      |
| 7      | Ada Puliti           | 1,74       | arrière | 1985        | Italie      |
| 8      | Valentina Baldelli   | 1,70       | arrière | 1989        | États-Unis  |
| 10     | Lorena Infantes      | 1,71       | meneuse | 1981        | Espagne     |
| 11     | Aishah Sutherland    | 1,90       | ailière | 1990        | États-Unis  |
| 12     | Patrycja Gulak-Lipka | 1,92       | pivot   | 26 mai 1982 | Pologne     |
| 20     | Ezinne Nnodi Quenn   | 1,90       | pivot   | 1989        | Italie      |
| 24     | Shamela Hampton      | 1,91       | pivot   | 1987        | États-Unis  |